# غريغ كلارك
غريغ كلارك هو سياسي كندي، ولد في 7 مارس 1971 في كالغاري في كندا. حزبياً، نشط في Alberta Party ‏. وقد انتخب عضو الجمعية التشريعية ألبرتا عن دائرة Calgary-Elbow ‏ خلال فترته النيابية ‏.